# 山路愛山
山路 愛山（やまじ あいざん、元治元年12月26日（1865年1月23日） - 大正6年（1917年）3月15日）は、日本の明治から大正初期に活躍した評論家、歴史家。本名は彌吉。愛山はその号である。初め如山と号したが、静岡の愛鷹山に由来する愛山の名は明治20年（1887年）頃から用いられた。

## 生涯

### 幼少期
幕臣・山路一郎の子として、江戸淺草の天文屋敷に生まれた。山路家は幕府の天文方を代々歴任した。最後の天文方の一人山路彰常（金之丞）は祖父にあたる。愛山の母である奥留種敏の娘・けい子は彰常の従妹（一郎から見れば大叔母の娘）にあたった。
慶応3年（1867年）に母が病死する。翌年、一郎は幕府方として彰義隊に加わり、上野戦争に従軍する。さらに、箱館に転戦し箱館戦争に従軍する。政府軍と戦うが、降伏し捕虜になる。釈放されて後、祖父母とともに静岡に移った。
戊辰戦争に敗れた失意の中で、一郎は酒癖が悪く、家庭を省みなかったため、愛山は幼くしてみずから家を支えなければならなかった。愛山は初め奥村孚について漢学を修め、静岡警察署の雇吏となりつつ、学問を好み倦むところを知らなかったという。

### キリスト教入信
カナダ・メソジスト教会監督・平岩愃保、宣教師D・マクドナルドらに英語を学び、キリスト教に入信した。静岡教会に所属し、静岡バンドの一員になる。
明治19年（1886年）10月31日 静岡教会で平岩愃保牧師より高木壬太郎らとともに洗礼を受ける。
明治21年（1888年）2月には『國民之友』が創刊される。『國民之友』に有名な徳富蘇峰の「嗟呼國民之友生れたり」が掲載された。
愛山は「これを越前福井の足羽山上に読み、山に上り山を下るの間遂に山光水色の何たるを知るに及ばなかつた」と言い大きな影響を受けたという。同年、上京して東洋英和学校神学部に入り神学教育を受ける。卒業の後、静岡教会で伝道師として3年働いた。この間初めて愛山の名で『女學雑誌』に投書した。

### 國民新聞記者時代
ふたたび上京し、徳富蘇峰の知遇を得、民友社に入り、『國民新聞』記者として、政治および史論に筆をとった。主として『國民之友』『國民新聞』に筆をふるい、キリスト教メソジスト派の雑誌『護教』の主筆であった。
明治23年（1890年）東洋英和学校神学部を卒業。柳田國男らと共に、慶應義塾大学部文学科史学科教授に就任。のちの『三田文学』創刊にも携わる。
明治24年（1891年）キリスト教メソジスト派の雑誌『護教』の最初の主筆となる。
明治26年（1893年）には民友社より『荻生徂徠』を、翌27年（1894年）には『新井白石』を刊行。
明治30年（1897年）に、末松謙澄が主宰する毛利家の『防長回天史』編集所に入り、その編集主任となった。この時、一緒になったのが堺利彦（枯川）で、以後親しい友人となった。
明治31年（1898年）4月9日、信濃毎日新聞より主筆として招聘された。愛山は、信州人の豪放な気質を心から愛し、死の直前には「我らの信州に住み若くは信州に来往したること足掛十九年なり」と述懐している。

### 『獨立評論』主幹
明治33年（1900年）には『高山彦九郎』を、翌34年（1901年）には『青年立身録』『読史論集』を刊行。明治35年（1903年）には『懺悔』を刊行。同年には信濃毎日新聞をやめて上京、1月より雑誌『獨立評論』を創刊した。
創刊号には、内村鑑三への公開状ともいうぺき「余は何故に帝国主義の信者たる乎」が掲載された。これは内村が明治28年（1895年）に発表していた「余は如何にして基督信徒となりし乎」をもじった題であった。
内村はこの愛山の公開状に対して『正教新報』において、『獨立評論』第1号の書評を試みつつこの論文に言及し、愛山を徳富蘇峰とともに「君子豹変の実例」ときめつけた。内村は日清戦争については「義戦」として評価していたが、その後の戦禍について平和主義に傾き、日露戦争開戦前には非戦論を主張していた。
明治37年（1904年）2月、日露戦争勃発と同時に『日露戦争實記』を発刊し、「草木皆兵」を論じ、愛国心の鼓舞につとめた。4月には『戦争に於ける青年訓』を刊行した。
明治38年（1905年）2月には『孔子論』を出版。以降41年に至るまで中国思想史に関する論文が連続『獨立評論』に掲載されている。

### 国家社会党
明治38年（1905年）8月には、斯波貞吉、中村大八郎らと「国家社会党」を創立した。その宣言書には、古代における我国の皇室が或る意味における社会主義の実行者であると説き、「我国民は宜しく皇室の力に依りて官費の専横を抑制すべし」と論じた。この年、三男の山路平四郎誕生。
明治39年（1906年）3月には旧友の堺利彦がつくった日本社会党と共同戦線を張って、東京市内電車の電車賃値上反対運動をおこなったが、国家社会党はこれだけで自然消滅したようである。同年6月には『社会主義管見』を発表したが発禁となった。国体論と社会主義の野合として、北一輝は痛烈な批判を加えている。
明治40年（1907年）、『支那思想史・日漢文明異同論』を発表。

### 『國民雑誌』主筆
明治41年（1908年）以降は、雑誌『太陽』に人物月旦の筆をとり、また『國民雑誌』の主筆として活動した。同年5月、『現代金権史』発表。
明治42年（1909年）には『足利尊氏』『加藤清正』『豊太閤』『源頼朝』、翌43年（1910年）には『西郷隆盛』 など英雄列伝を発表。明治43年（1910年）10月に『武家時代史論』、翌44年（1911年）5月『勝海舟』、同8月に『佐久間象山』を発表している。
明治45年（1912年）1月『國民雑誌』誌上で、唯物史観をめぐって、山路と堺利彦との間で論争があった。『國民雑誌』2月1日に「唯物的歴史観―堺枯川君に与ふる公開状」を発表し、堺が次号に反批判を発表した。同年には『伊達騒動記』『加賀騒動記』の御家騒動叢書を刊行。
大正2年（1913年）、『為朝論 附・義経論』『日本歴史 家庭講話』『書斎独語』『愛山史論』を刊行。同年頃より未完の『日本人民史』の著作の準備をはじめ、『獨立評論』を再興し、その言論活動は晩年まで活発であった。大正3年（1914年）には『偉人論』 『岩崎弥太郎』 『現代富豪論』、同4年（1915年）には『徳川家康』 を刊行。
同年、丹毒で一時危篤となるがその後回復した。
大正5年（1916年）『支那論』 発表。同年秋に『信濃日々新聞』が発刊されると、これに主筆として多大の援助を与えた。
大正6年（1917年）3月15日、疫痢に心臓病を併発し死去。享年54。葬儀の司式は平岩愃保、葬儀場は高木壬太郎が当時院長だった青山学院講堂であった。死のほぼ一時間前に、「這(この）娑婆はとても去られぬ世なれども生れぬ先の國へ行かなむ」の辞世を残した。同年5月には『世界の過去現在未来』 が刊行された。墓所は青山霊園(1イ-7-4乙)

## 政治と思想
山路愛山の文学観は、明治26年（1893年）に北村透谷との間に展開された論争に見られる。愛山は、『国民之友』に掲載した「頼襄を論ず」（頼山陽を論じた）の中で「文章即ち事業なり。……若（も）し世を益せずんば空の空なるのみ。（中略）文章は事実なるがゆえに崇むべし」と論じたのに対し、透谷は自身が主催する『文学界』に寄稿した「人生に相渉るは何の謂ぞ」の中で「〔愛山は〕「史論」と名くる鉄槌を以て撃砕すべき目的を拡めて、頻りに純文学の領地を襲わんとす」と反発し、文学者が史論家のように「事業」をなすために文を作るのではないこと、「勝利」を至上目的にするわけではないことを弁護しようとしたのである。この愛山と透谷の論争は、透谷の評論から「人生相渉論争」と呼ばれる。
この論争は、愛山が文学と政治を同一視し、さらには個人と国家の目的を分けようとしないこと、思想とは行動を引き起こさなければ無益であると考えていることを示した。
キリスト教に対する愛山の態度もこの通りであり、「余は正義と人情とを世界に植ゆる最後の手段はただ腕力に頼るの外なきを信ずる者なり」と考えていた。愛山の宗教上の模範は、鉄騎隊を率いたクロムウェルである。
平和にして無為な宗教ではなく、事業と行動を伴い思想を剣で強要する宗教である。このようにしてかれにとって帝国主義や社会主義は、国民を一致団結させ国家に事業を興させる手段であり、マキャヴェッリのように、祖国のために個人の意志は吸収され、国家そのものが崇拝の対象となる。

## 史論
内村鑑三と同様、イギリスの思想家トーマス・カーライルに影響を受けた。カーライルは1881年に没したが、没後間もない明治20年代半ば（1880年代後半）には民友社で平田久『カーライル』が、丸善で石田羊一郎ほか訳『英雄崇拝論』が出版され、同書は詩人・土井晩翠訳が、春陽堂より明治31年（1898年）に刊行している。
実学として歴史を考えた愛山には、「古は猶今の如く、今は猶古の如く、人生は同じ法則に因りて動き、國は同じ運命を循環して盛衰する」という信念があった。従って歴史上の偉人は模範としての個人であって、時代をもっともよく表現し、ヘーゲルの絶対精神のような存在であった。
愛山の史論は、荻生徂徠の『政談』を経て、マキャヴェッリの『ディスコルシ』のような政論とも比べられる。史実に関する博学・考証より、歴史人物のうちに生動する時代の本質への洞察を尊ぶ。時代への感情移入と、政論家としての国家独立への志が、徳富蘇峰をして「もし君の勝ち場を求めば、史論に如くはなし」といわせた叙述となった。
思想・政治は、愛山にとって「密着して離れざるもの」であり、歴史をそうした全体として考え、経済社会の背景にも特に関心を払っていた。明治42年（1909年）『太陽』に掲載された「日本現代の史学及び史家」のなかで、歴史を経済の観点から見る新しい傾向に期待を寄せ、「此の如き研究方法は即ち新しき目を以て過去を読むものにして、将来の史学はおそらくは此の傾向に依りて新時期を作るに至らんか」と言っている。

### 水戸学派への疑問
- 愛山は『国民新聞』で「水戸学は外国の侵略に対して防衛するために、仏教を攻撃して廃し、儒教道徳と神道を利用して忠君愛国の高揚に努めようとする階層的政治秩序である」と定義し[11]、「天皇の赤子（せきし）たる臣民を養うが大日本の國體なり」と、水戸学の「国家の秩序に対する服従を絶対視する」思想に疑問を投じた[12]。

### 朝鮮人論
- 愛山は「韓人（からびと）を発憤自疆させることは困難であり、枯木の芽を出すを待つに異ならず」としており[13]、「朝鮮侮蔑観」を持っていると内外から指摘された[14]。

### 中国人論
- 「中国人は家を守りて国を売る」と評し、家本位の中国思考が漢民族の「大きな病」であると愛山は考えた[15]。

### 赤穂義士批判
- 愛山は『国民之友』誌上にて「大石の輩（やから）は固より田舎武士。田舎漢（おのこ）が気狂いの如く、道理を知らぬ下種（げす）を集めて餓鬼大将となり吉良殿に推参した心掛、一犬虚に吠ゆれば万犬実を伝う連中が忠臣沙汰（ざた）片腹痛し」と痛烈に筆誅を加えた[16]。

- また、「昔の忠臣は君の為にし今の忠臣は己の為、名の為にす」と赤穂義士の討ち入りが名誉欲と自己満足の為であると主張している[17]。

## 著作

### 単著
- 『荻生徂徠』民友社〈拾弐文豪 第3巻〉、1893年9月。
- 『新井白石』民友社〈拾二文豪 第8巻〉、1894年12月。
- 『高山彦九郎』文武堂、1900年6月。
- 『青年立身録』民友社、1901年8月。
- 『読史論集』民友社、1901年4月。
- 『懺悔』民友社、1903年2月。
- 『戦時に於ける青年訓』宝文館、1904年4月。
- 『孔子論』民友社、1905年2月。
- 『基督教評論』警醒社書店、1906年。
  - 『基督教評論』鈴木範久監修、日本図書センター〈近代日本キリスト教名著選集 第3期（キリスト教受容史篇） 17〉、2003年11月。ISBN 4-8205-8696-3。
- 『社会主義管見』金尾文淵堂、1906年6月。
- 『講壇と論壇』 第1篇、山陽堂、1906年6月。
- 『支那思想史・日漢文明異同論』金尾文淵堂、1907年7月。
- 『現代金権史』服部書店ほか、1908年5月。
  - 『現代金権史』宗高書房、1975年。
  - 『現代金権史』ダイヤモンド社〈明治経営名著集完全復刻版〉、1978年1月。
  - 『現代金権史』社会思想社〈現代教養文庫 1351〉、1990年7月。ISBN 4-390-11351-8。
  - 『現代金権史』文元社〈教養ワイドコレクション〉、2004年2月。ISBN 4-86145-067-5。
- 『愛山小品文』 第1，2集、警醒社、1908年。
- 『愛山文集』隆文館〈時文叢書 第2編〉、1908年10月。
- 『足利尊氏』玄黄社〈時代代表日本英雄伝〉、1909年1月。
  - 『足利尊氏』岩波書店〈岩波文庫 青120-2〉、1949年、復刊1991年。ISBN 4-00-331202-3。
- 『加藤清正』民友社、1909年3月。
- 『豊太閤』文泉堂ほか、1909年。
  - 『豊臣秀吉 上』岩波書店〈岩波文庫 青120-5〉、1996年2月。ISBN 4-00-331205-8。
  - 『豊臣秀吉 下』岩波書店〈岩波文庫 青120-6〉、1996年3月。ISBN 4-00-331206-6。
- 『源頼朝』玄黄社〈時代代表日本英雄伝〉、1909年。
  - 『源頼朝』平凡社〈東洋文庫 477〉、1987年12月。ISBN 4-582-80477-2。
- 『西郷隆盛』 上巻、玄黄社〈時代代表日本英雄伝〉、1910年。
- 『漢学大意』今古堂、1910年7月。
- 『武家時代史論』有隣閣、1910年10月。
- 『勝海舟』東亜堂書房、1911年5月。
  - 『勝海舟』改造社、1929年。
- 『武家時代史論』（2版）東亜堂、1911年6月。
- 『佐久間象山』東亜堂書房、1911年8月。
- 『伊達騒動記』敬文館〈御家騒動叢書 第1編〉、1912年。
- 『加賀騒動記』敬文館〈御家騒動叢書 第2編〉、1912年。
- 『為朝論 附・義経論』新潮社、1913年。
- 『日本歴史 家庭講話』 巻之1、民友社、1913年。
- 『書斎独語』 第2、敬文館、1913年。
- 『愛山史論』大元社、1913年。
- 『偉人論』二松堂書店、1914年。
- 『岩崎弥太郎』東亜堂書房、1914年。
  - 『岩崎弥太郎 伝記・岩崎弥太郎』小野寺逸也・硲宗夫・前坂俊之監修、大空社〈近代日本企業家伝叢書 4〉、1998年11月。ISBN 4-7568-0933-2。
- 『現代富豪論』中央書院、1914年。
- 『思ふがままに』春陽堂、1914年。
- 『三宅雪嶺氏の世の中』名著評論社〈名著梗概及評論 第1編〉、1915年。
- 『徳川家康』（再版）独立評論社、1915年。
  - 『徳川家康』 上・下、改造社〈改造文庫 第2部 第486-487〉、1941年。
  - 『徳川家康 上』岩波書店〈岩波文庫 青120-3〉、1988年1月。ISBN 4-00-331203-1。
  - 『徳川家康 下』岩波書店〈岩波文庫 青120-4〉、1988年4月。
- 『支那論』民友社、1916年。
- 『世界の過去現在未来』大江書房、1917年5月。
- 内山省三 編『愛山文集』民友社、1917年。
- 『支那思想史・日漢文明異同論』金尾文淵堂、1917年。
- 万里閣書房 編『山路愛山選集』 第1-3巻、万里閣書房、1928年。
- 『東西六千年』春陽堂、1930年。

戦後刊
- 『史論集 「荻生徂徠、新井白石、現代日本教会史論、明治文学史」』みすず書房、1958年。
- 「茨城県政小観」第6号、『農業史内部資料』 第5号～第10号、茨城県農業史編さん会、1964年4月。
- 大久保利謙 編『山路愛山集』筑摩書房〈明治文学全集 第35〉、1965年。
- 『基督教評論・日本人民史』山路平四郎校注、岩波書店〈岩波文庫〉、1966年。
- 『人生・命耶罪耶』石上良平・石上熈子共編、影書房、1985年3月。
- 山路愛山主筆『独立評論』 1巻、みすず書房〈Misuzu reprints 3〉、1987年5月。ISBN 4-622-02673-2。
- 山路愛山主筆『独立評論』 2巻、みすず書房〈Misuzu reprints 4〉、1987年6月。ISBN 4-622-02674-0。
- 山路愛山主筆『独立評論』 3巻、みすず書房〈Misuzu reprints 5〉、1987年10月。ISBN 4-622-02675-9。
- 山路愛山主筆『独立評論』 4巻、みすず書房〈Misuzu reprints 6〉、1987年11月。ISBN 4-622-02676-7。
- 山路愛山主筆『独立評論』 5巻、みすず書房〈Misuzu reprints 7〉、1988年1月。ISBN 4-622-02677-5。
- 山路愛山主筆『独立評論』 6巻、みすず書房〈Misuzu reprints 8〉、1988年2月。ISBN 4-622-02678-3。
- 山路愛山主筆『独立評論』 7巻、みすず書房〈Misuzu reprints 9〉、1988年3月。ISBN 4-622-02679-1。
- 『源頼朝』（復刻版）日本図書センター〈山路愛山伝記選集 第1巻〉、1998年1月。ISBN 4-8205-8238-0。
- 『足利尊氏』（復刻版）日本図書センター〈山路愛山伝記選集 第2巻〉、1998年1月。ISBN 4-8205-8239-9。
- 『豊太閤』 前編（復刻版）、日本図書センター〈山路愛山伝記選集 第3巻〉、1998年1月。ISBN 4-8205-8240-2。
- 『豊太閤』 後編（復刻版）、日本図書センター〈山路愛山伝記選集 第4巻〉、1998年1月。ISBN 4-8205-8241-0。
- 『徳川家康』（復刻版）日本図書センター〈山路愛山伝記選集 第5巻〉、1998年1月。ISBN 4-8205-8242-9。
- 『荻生徂徠』（復刻版）日本図書センター〈山路愛山伝記選集 第6巻〉、1998年1月。ISBN 4-8205-8243-7。
- 『新井白石』（復刻版）日本図書センター〈山路愛山伝記選集 第7巻〉、1998年1月。ISBN 4-8205-8244-5。
- 『佐久間象山』（復刻版）日本図書センター〈山路愛山伝記選集 第8巻〉、1998年1月。ISBN 4-8205-8245-3。
- 『勝海舟』（復刻版）日本図書センター〈山路愛山伝記選集 第9巻〉、1998年1月。ISBN 4-8205-8246-1。
- 『西郷隆盛』（復刻版）日本図書センター〈山路愛山伝記選集 第10巻〉、1998年1月。ISBN 4-8205-8247-X。

### 共著・編著・共編著
- 本多庸一共著「基督教」、大隈重信撰 編『開国五十年史』開国五十年史発行所、1909年9月。
- 山路愛山 編『清河八郎遺著』民友社、1913年。
- 山路愛山 編『南洲全集』春陽堂、1915年。
- 山路愛山 編『台山公事蹟』田川誠作、1920年。
- 山路愛山 編『勝海舟伝』白崎海紀絵、実業之日本社〈少年少女世界の本 20〉、1958年。
- 山路愛山 編『清河八郎遺著』東京大学出版会〈続日本史籍協会叢書〉、1976年12月。

### 翻訳
- 徳川光圀『訳文大日本史』山路愛山訳、後楽書院、1912年。
- 「訳文大日本史」、『世界大思想全集』 第2期 第1至5巻、春秋社、1930年-1931年。

### その他
- 「今後の社会問題と識者の態度」、現代評論会 編『現代評論叢書』 第2編、簡易生活社、1914年。
- 「現時の社会問題及び社会主義者」、明治文化研究会 編『明治文化全集』 第6巻（改版）、日本評論新社、1955年。
- 「現時の社会問題及び社会主義者」、岸本英太郎編・解説 編『明治社会主義史論』青木書店〈資料日本社会運動思想史 明治後期 第3集 青木文庫〉、1955年。
- 「韓山紀行」・「日本の歴史における人権発達の痕迹」、『現代日本思想大系』 第4、筑摩書房、1964年。
- 「日本の歴史に於ける人権発達の痕迹」・「徳川家康論第1」・「徳川家康論第2」・「日本現代の史学及び史家」・「我が見たる耶蘇教会の諸先生」、伊藤整ほか 編『日本現代文学全集』 第13、講談社、1968年。
- 『北村透谷、山路愛山集』筑摩書房〈現代日本文学大系 6〉、1969年。
- 「現代日本教会史論」・「評論」、隅谷三喜男責任編集 編『徳富蘇峰・山路愛山』中央公論社〈日本の名著 40〉、1971年。
  - 「現代日本教会史論」・「評論」、隅谷三喜男責任編集 編『徳富蘇峰・山路愛山』中央公論社〈中公バックス 日本の名著 40〉、1984年9月。ISBN 4-12-400430-3。
- 山路弥吉名義「頼襄を論ず」、『近代文学評論大系 1』角川書店、1971年。
- 「福沢諭吉君及び其著述」ほか、市村弘正編・解説 編『論集・福沢諭吉への視点』りせい書房、1973年。
- 「我が見たる耶蘇教会の諸先生」、武田清子編・解説 編『明治宗教文学全集 2』筑摩書房〈明治文学全集 88〉、1975年。
- 「日本国民史草稿」・「上古史総論」・「日本人民史」、洞富雄 編『論集・パレオ騎馬民族説』大和書房〈日本古代文化叢書〉、1976年。
- 「足利尊氏」、佐藤和彦 編『論集足利尊氏』東京堂出版、1991年9月。ISBN 4-490-20184-2。
- 「現時の社会問題及び社会主義者」、明治文化研究会 編『明治文化全集 第22巻』日本評論社、1993年1月。ISBN 4-535-04262-4。
- 「同時代人の回想 健次郎さん」、徳冨蘆花、木下尚江 著、坪内祐三、松本健一 編『徳冨蘆花・木下尚江』筑摩書房〈明治の文学 第18巻〉、2002年10月。ISBN 4-480-10158-6。
- 「頼襄を論ず（抄）」、『日本近代文学評論選』 明治・大正篇、千葉俊二・坪内祐三編、岩波書店〈岩波文庫〉、2003年12月。ISBN 4-00-311711-5。

## 登場作品
- 八重の桜 - 2013年NHK大河ドラマ、演：前野朋哉
- 北村透谷 わが冬の歌